# Taharana clara
Taharana clara är en insektsart som beskrevs av Nielson 1982. Taharana clara ingår i släktet Taharana och familjen dvärgstritar. Inga underarter finns listade i Catalogue of Life.